# 戈良卡
47°31′46″N 31°6′9″E / 47.52944°N 31.10250°E
戈良卡（烏克蘭語：Горянка），是烏克蘭南部的村莊，隸屬尼古拉耶夫州的沃茲涅先斯克區。該村面積0.29平方公里，海拔高度117米，2001年人口169，人口密度每平方公里582.8人。